# Paoliella echinata
Paoliella echinata är en insektsart. Paoliella echinata ingår i släktet Paoliella och familjen långrörsbladlöss. Inga underarter finns listade i Catalogue of Life.